# Polder

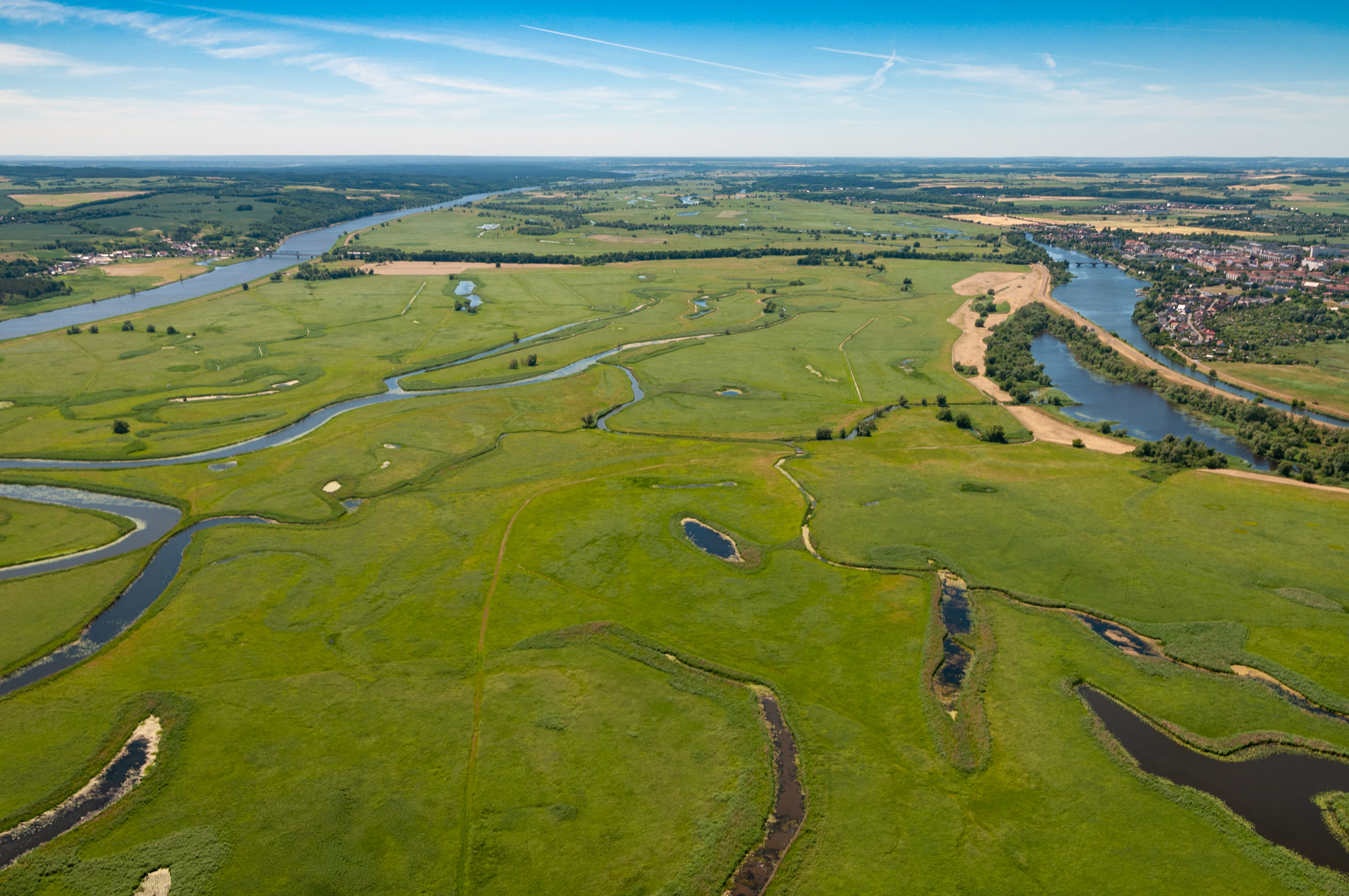
Polderwiesen bei Schwedt zwischen den Flussarmen der Oder

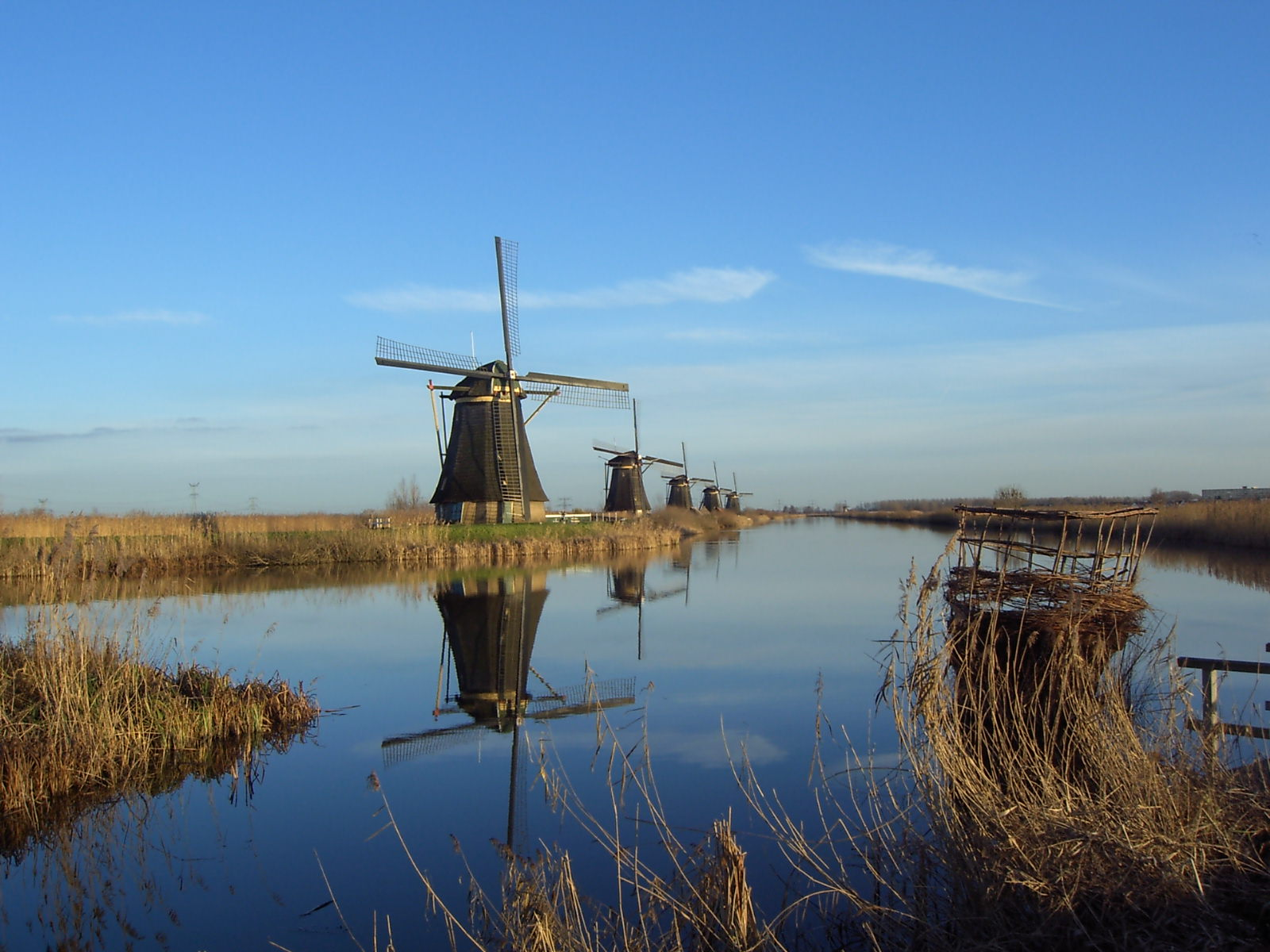
Windpumpen auf dem Deich des Overwaard-Polders bei Kinderdijk

Ein Polder ist ein eingedeichtes niedrig gelegenes Gelände in der Nähe von Gewässern. Dabei gibt es in Bezug auf den Hochwasserschutz zwei gegensätzliche Bedeutungen.

## Klassische Bedeutung
In der klassischen niederländischen Bedeutung, besonders in der Gegend um die Ems-Mündung und an der unteren Oder auch im Deutschen, in der Normandie auch im Französischen verwendet, ist ein Polder ein Gebiet, das durch Deiche vor Hochwasser geschützt wird. Bei den meisten dieser Polder liegt der Wasserspiegel benachbarter größerer Gewässer (Meer oder Flüsse) oft oder dauerhaft über dem Bodenniveau. Darum muss das Wasser aus den Entwässerungsgräben des Polders über bzw. durch den Deich gepumpt werden, in heutiger Zeit zumeist mit Motorkraft, in vorindustrieller Zeit mit Windkraft. Die Gruppen von Windmühlen auf den Deichen des Rheindeltas, ein Wahrzeichen der Niederlande, sind alte Windpumpen. In Schleswig-Holstein werden solche klassischen Polder als Koog bezeichnet. Das in Niedersachsen ebenfalls übliche Wort Groden bezeichnet eigentlich Deichvorland, wurde allerdings vielerorts nach Eindeichung der Flächen als Name beibehalten.
Beispiele für bekannte Polder:
- In den Niederlanden und Flandern sind ganze Landgebiete eingedeicht und bilden eine typische Polderlandschaft. Das bekannteste Beispiel sind die Zuiderzeewerke, die die Zuiderzee in das IJsselmeer verwandelt haben.
- Das Oderbruch ist ein Polder, seit durch die Eindeichung im 18. Jahrhundert die Oder, deren Wasserspiegel nun höher als der Boden der Oderniederung liegt, am Ostrand dieser Niederung vorbeigeführt wird. Im nördlich folgenden Odertal liegt im Nationalpark Unteres Odertal die einzige intakte Polderlandschaft Deutschlands.[1]
- Die Polderlandschaft der Insel Schokland in den Niederlanden wurde 1995 in die UNESCO-Welterbeliste aufgenommen, da diese Kulturlandschaft wegen ihres „außergewöhnlich universellen Wertes“ besonders erhaltenswert ist.

## Hochwasserpolder / Hochwasserschutzpolder
Ein Hochwasserpolder ist ein Retentionsgebiet, das der gesteuerten Hochwasserrückhaltung dient. Es kann bei Flusshochwassern gezielt geflutet werden, um die Wasserführung flussabwärts gelegener Flussabschnitte vorübergehend zu vermindern und dadurch die Spitze einer Flutwelle zu verkleinern. Derartige Polder unterliegen Nutzungsbeschränkungen, beispielsweise einem Bebauungsverbot. Sie sind sowohl vom Flussbett als auch von benachbarten intensiver genutzten Flächen durch Deiche getrennt.

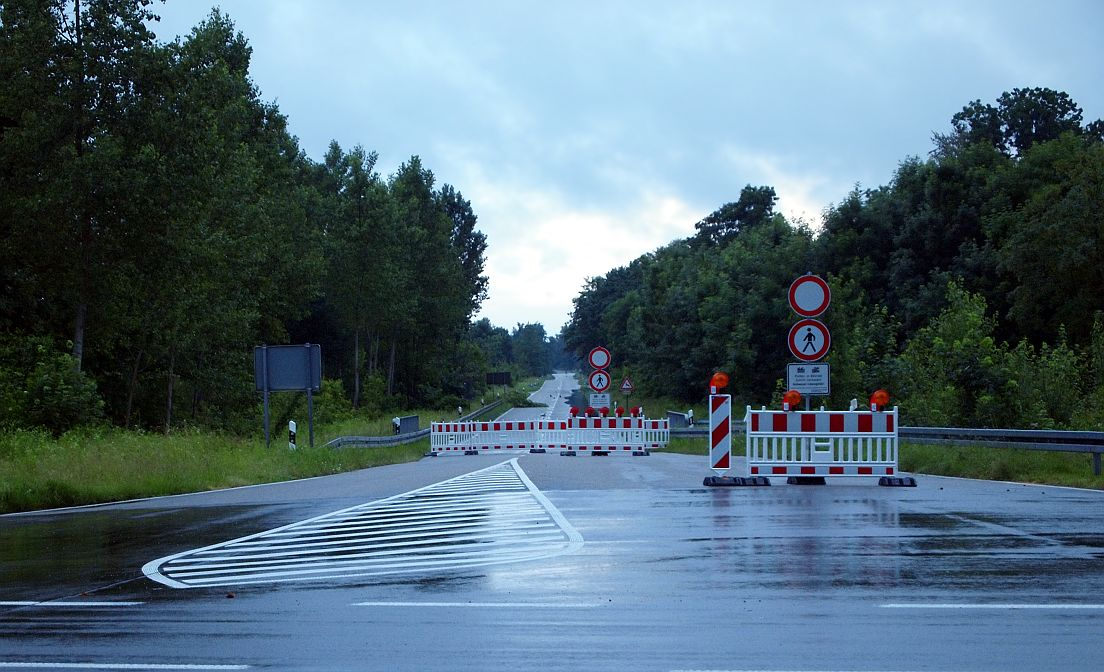
Polder in Betrieb

Die Deiche zu intensiver genutzten Nachbarflächen verhindern, dass diese bei Flutung des Polders mit geflutet werden. Deiche zum Gewässer verbessern die Nutzbarkeit des Poldergeländes, indem sie verhindern, dass der Polder schon bei geringeren Hochwassern geflutet wird, die in anschließenden Flussabschnitten keine Bedrohung darstellen. Sie ermöglichen, das dem Fluss entzogene Wasser länger als in einer natürlich überfluteten Flussaue zurückzuhalten. Derartige Polder werden vor allem zum Hochwasserschutz von Großstädten und engen Tälern in oberhalb gelegenen geräumigen Talabschnitten angelegt, beispielsweise am Oberrhein bei Ingelheim am Rhein.
Bei weniger großen Gewässern werden Hochwasserpolder als – außerhalb des Bedarfsfalls leere – Rückhaltebecken ausgeführt, wie im Leinetal zwischen Northeim und Einbeck-Salzderhelden. Hier sperrt ein Staudamm, durch den der Fluss normalerweise durch ein geöffnetes Sieltor an der Basis ungehindert hindurchfließt, die Flussniederung. Bei Hochwasser wird die Flutwelle hier gestaut und der Abfluss auf ein für den Unterlauf verträgliches Maß reguliert.
Man unterscheidet ungesteuerte und gesteuerte Polder. Bei einem ungesteuerten Polder läuft das Retentionsbecken bei Überschreitung einer durch den Damm festgelegten Höhe voll. Findet dieser Füllvorgang zum Zeitpunkt des Maximums der Hochwasserwelle statt, so kann ein derartiger Polder je nach Größe eine deutliche Abminderung der Hochwasserspitze bewirken. Passiert die Hochwasserwelle den Polderbereich jedoch zu einem Zeitpunkt, an dem der Polder bereits gefüllt ist, so kann deutlich weniger Wasser abgeleitet werden und die Retentionswirkung ist vermindert. Bei einem gesteuerten Polder kann die Entlastung genau auf das Maximum der Hochwasserwelle abgestimmt werden. Dazu ist aber eine frühzeitige und möglichst genaue Vorhersage des Hochwasserverlaufs notwendig.

## Polder in Deponien
In der Abfalltechnik bezeichnet Polder eine Grube, in die Abfälle zur Ablagerung eingebracht werden, oder eine entsprechende Aufschüttung von Abfällen in einer Deponie. Die Parallele zum Polder im Wasserbau erklärt sich darin, dass auch eine Deponie in der Regel (oft unsichtbar) eingedeicht ist, um die Abflüsse von ihr sammeln und reinigen zu können.